# ExtraTorrent
ExtraTorrent（ET）は、エンターテインメントメディアおよびソフトウェアのデジタルコンテンツを索引するオンラインサイトであった。閉鎖まで、世界のトップ5に入るBitTorrentインデックスの一つであり、訪問者はマグネットリンクやトレントファイルを検索、ダウンロード、投稿することができ、BitTorrentプロトコル利用者間のP2Pファイル共有を促進していた。

## 歴史
ExtraTorrentは2006年に、「サム（SaM）」という別名を使用していた管理者によって設立された。
2016年11月、ウェブサイトは10周年を迎えた。ウェブサイトは一時的に祝賀テーマのロゴに変更され、ユーザーがサイト内で最もダウンロードされた映画を当てるコンテストを開催し、賞品を提供した。

### 閉鎖

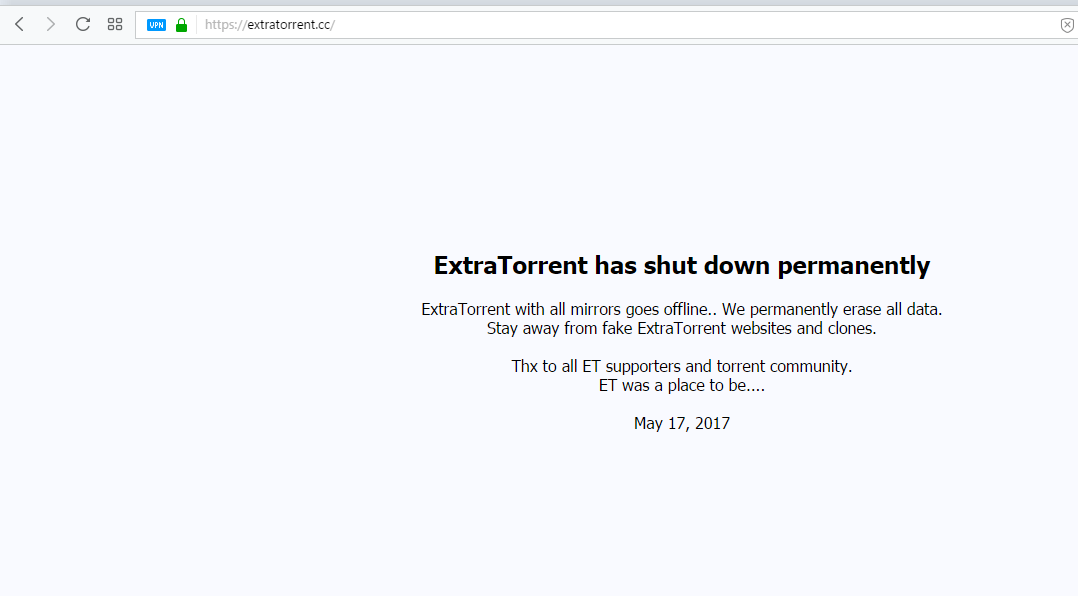
ウェブサイト上に表示されたExtraTorrent閉鎖メッセージ

2017年5月17日、ExtraTorrentは予告なく自主的に運営を終了した。ウェブサイト全体は管理者によるメッセージに置き換えられ、サイト（及びすべてのミラードメイン）は永久に閉鎖され、関連するすべてのデータが消去されることが告知された。閉鎖の2日前、ウェブサイトは緊急メンテナンスのためすでに数日間ダウンしていた。
閉鎖時点で、ExtraTorrentの主要ドメイン名はAlexa Internetの統計によれば世界で291番目に多く閲覧されていた。

## クローン
公式ExtraTorrentウェブサイトの閉鎖後、複数のクローンおよび模倣サイトがオンライン上に現れた。当初、最も人気のあったクローンはextratorrent.cdであった。当初これが公式の再ホスティングであると推測されたが、後にこれは『パイレート・ベイ』のデータベース情報を使用したリスキンサイトであり、ExtraTorrentのインターフェース上でそれを提供していたことが判明した。それにもかかわらず、ウェブサイトは急速に大規模なユーザーベースを獲得し、2017年5月には200万のユニーク訪問者に達した。現在に至るまで、「公式」なExtraTorrentミラーサイトは存在せず、2017年の閉鎖時にオリジナルのデータベースは消去された。2019年、スペインでは『Lime Torrents』や『1337x』など他の類似サイトとともにブロック対象となった。